# Venables
Venables è un ex comune francese di 801 abitanti situato nel dipartimento dell'Eure nella regione della Normandia. Dal 1º gennaio 2017 è stato accorpato insieme ai comuni di Bernières-sur-Seine e Tosny per formare il nuovo comune di Les Trois Lacs, diventandone comune delegato.

## Società

### Evoluzione demografica
Abitanti censiti